# 268686 Elenaaprile
268686 Elenaaprile este o planetă minoră (asteroid) din centura de asteroizi. A fost descoperită pe 2 aprilie 2006 la Borbona de Vincenzo Silvano Casulli⁠(d). 
Obiectul prezintă o orbită caracterizată de o semiaxă mare de 3,0358724431458 UAi, o excentricitate de 0,05, o înclinație de 10,4 ° în raport cu ecliptica.